# Maria Teresa Felicita d'Este

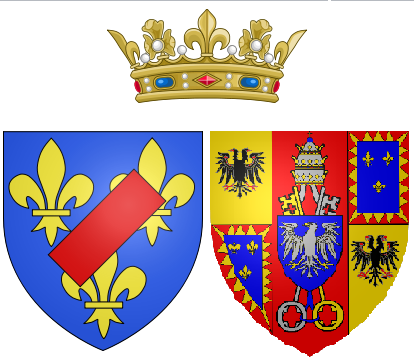
Escut de Maria Teresa Felicita d'Este com a duquessa de Penthièvre

Maria Teresa Felicita d'Este va néixer a Mòdena el 6 d'octubre de 1726 i va morir a Rambouillet el 30 d'abril de 1754. Era filla del duc Francesc III de Mòdena (1698-1780) i de Carlota d'Orleans (1700-1761). Essent membre de la Casa Ducal de Mòdena va esdevenir duquessa de Penthièvre en casar-se amb un net de Lluís XIV.

## Matrimoni i fills
El 29 de desembre de 1744 es va casar amb Lluís de Borbó, duc de Penthièvre, Amirall de França, fill del comte de Toulouse i duc de Penthièvre Lluís Alexandre de Borbó (1678-1737), el qual era un fill legitimat del rei Lluís XIV i de Madame de Montespan, i de la duquessa Maria Victòria de Noailles (1688-1766). El matrimoni va tenir set fills:
1. Lluís Maria de Borbó 1746, mort prematurament.
2. Lluís Alexandre de Borbó (1747-1768), príncep de Lamballe, casat amb Maria Lluïsa de Savoia, Mademoiselle de Carignan.
3. Joan Maria de Borbó (1748-1755), duc de Châteauvillain.
4. Vincent Maria Lluís de Borbó (1750-1752), comte de Guingamp.
5. Maria Lluïsa de Borbó (1751-1753), Mademoiselle de Penthièvre.
6. Lluïsa Maria Adelaida de Borbó, Mademoiselle de Penthièvre (1753-1821), coneguda com la "senyoreta de Penthièvre", casada amb el duc Felip d'Orleans (1747-1793).
7. Lluís Maria de Borbó (1754).